# Laguna Chica de Peñalara
La Laguna Chica de Peñalara es una laguna de origen glaciar situada a 600 metros al suroeste del circo de Peñalara, a 1970 metros de altitud. Está dentro del parque natural de Peñalara, en la zona central de la Sierra de Guadarrama (Sistema Central, España), en el término municipal de Rascafría (Madrid). 

## Descripción
La laguna tiene una superficie de aproximadamente 700 m² y una forma circular. Es una de las más pequeñas del parque natural de Peñalara y sin embargo es bastante visitada por los excursionistas, debido a situarse muy cerca del camino que da acceso a la Laguna Grande de Peñalara. La laguna está rodeada de praderas y de zonas rocosas (granito) que tienen algunos matorrales de alta montaña como es el piorno. Puesto que la laguna se mantiene congelada desde diciembre hasta marzo debido a las temperaturas bajo cero que hay en el lugar, no habitan peces en sus aguas, pero sí anfibios y aves. El entorno de la laguna tiene un grado de protección máximo dentro del parque natural de Peñalara, por lo que los visitantes solo pueden transitar por determinados sitios.
Se sitúa en una depresión de la morrena frontal que cierra el Circo de Peñalara, siendo temporal al igual que la laguna de Claveles. Sin embargo, en algunos años especialmente lluviosos puede no llegar a secarse y en cualquier caso la lámina de agua es frecuente que perdure hasta finales de verano. Su morfología se vio alterada en 1985 por unas obras que intentaban aumentar su capacidad de embalse para la utilización del agua en la innivación artificial de las pistas de esquí de la desaparecida estación de Valcotos. A pesar de una restauración ambiental realizada posteriormente, se aprecian todavía los efectos producidos por aquel impacto en sus márgenes y reducida cuenca de drenaje. La profundidad en la época de mayor volumen, generalmente durante el deshielo, apenas supera 1,5 m. 